# Rediu (Iași)
Pour les articles homonymes, voir Rediu.
Rediu est une commune du județ de Iași en Roumanie.